# Барберино ди Муджело
Барберѝно ди Муджѐло (на италиански: Barberino di Mugello) е градче и община в централна Италия, провинция Флоренция, регион Тоскана. Разположено е на 270 m надморска височина. Населението на общината е 10 858 души (към 2010 г.).